# Cromossoma circular

Um cromossoma circular, mostrando a replicação do DNA ocorrendo bidirecionalmente, com duas forquilhas de replicação geradas na "origem". Cada metade do cromossoma replicado por uma forquilha de replicação é chamada de "replicore" (Aate gráfica de computador por Daniel Yuen).

Cromossomo circular, ou cromossoma e anel, é um tipo de cromossoma presente em bactérias, arqueias, mitocôndrias e cloroplastos, constituídos por uma molécula de DNA circular, ao contrário do típico cromossoma linear presente na maioria dos eucariotas. A maioria dos cromossomos dos organismos procarióticos contém uma molécula de DNA circular na qual não há extremidades livres no DNA. As extremidades livres criariam, de outra forma, desafios significativos para as células em relação à replicação do DNA e à estabilidade. As células que contêm cromossomos com extremidades de DNA, ou telómeros (a maioria dos eucariotas), adquiriram mecanismos elaborados para superar esses desafios. No entanto, um cromossoma circular pode colocar outros desafios para as células. Após a replicação, os dois cromossomas circulares descendentes podem, às vezes, permanecer interligados ou emaranhados, e devem ser resolvidos para que cada célula herde uma cópia completa do cromossoma durante a divisão celular.